# Upogebia paraffinis
Upogebia paraffinis is een tienpotigensoort uit de familie van de Upogebiidae. De wetenschappelijke naam van de soort is voor het eerst geldig gepubliceerd in 1993 door Williams.